# Obihiro
Obihiro (帯広市 Obihiro-shi?) es una ciudad situada en la región-prefectura de Hokkaidō, en Japón. Tiene una población estimada, a fines de noviembre de 2023, de 162 630 habitantes.

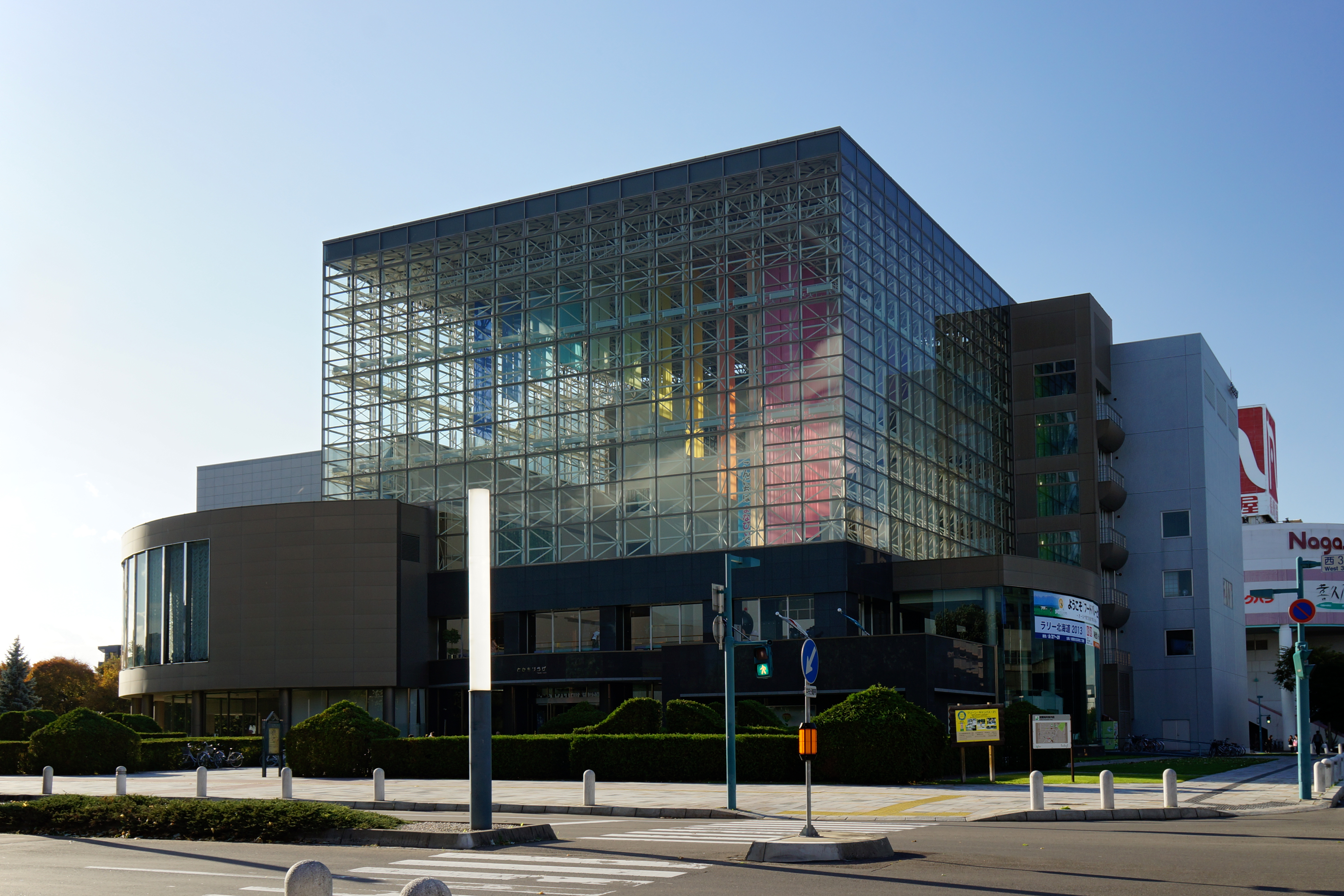
Tokachi Plaza

El desarrollo a gran escala de la ciudad comenzó en 1883. A partir de ese momento se formó un área urbana planificada, que incluía una red de carreteras en forma de cuadrícula
También es el centro de la subregión de Tokachi, donde la agricultura es la principal actividad económica. En ese contexto la ciudad desempeña el papel de centro de producción agrícola y comercial.
Su superficie es de 619.34 km².
Por otro lado, aproximadamente la mitad de la tierra plana en las partes central y nororiental de la ciudad, que representan el 60% de su superficie total, es tierra de cultivo, lo que la convierte en uno de los campos y granjas lecheras de mayor escala del país. El área urbana está ubicada en el extremo noreste de la ciudad.

## Clima
La ciudad tiene un clima continental húmedo con veranos cálidos e inviernos fríos. Las precipitaciones caen durante todo el año, pero en mayor cantidad a finales de verano y principios de primavera.
| Parámetros climáticos promedio de Obihiro (1991–2020) | Parámetros climáticos promedio de Obihiro (1991–2020) | Parámetros climáticos promedio de Obihiro (1991–2020) | Parámetros climáticos promedio de Obihiro (1991–2020) | Parámetros climáticos promedio de Obihiro (1991–2020) | Parámetros climáticos promedio de Obihiro (1991–2020) | Parámetros climáticos promedio de Obihiro (1991–2020) | Parámetros climáticos promedio de Obihiro (1991–2020) | Parámetros climáticos promedio de Obihiro (1991–2020) | Parámetros climáticos promedio de Obihiro (1991–2020) | Parámetros climáticos promedio de Obihiro (1991–2020) | Parámetros climáticos promedio de Obihiro (1991–2020) | Parámetros climáticos promedio de Obihiro (1991–2020) | Parámetros climáticos promedio de Obihiro (1991–2020) |
| Mes                                                   | Ene.                                                  | Feb.                                                  | Mar.                                                  | Abr.                                                  | May.                                                  | Jun.                                                  | Jul.                                                  | Ago.                                                  | Sep.                                                  | Oct.                                                  | Nov.                                                  | Dic.                                                  | Anual                                                 |
| ----------------------------------------------------- | ----------------------------------------------------- | ----------------------------------------------------- | ----------------------------------------------------- | ----------------------------------------------------- | ----------------------------------------------------- | ----------------------------------------------------- | ----------------------------------------------------- | ----------------------------------------------------- | ----------------------------------------------------- | ----------------------------------------------------- | ----------------------------------------------------- | ----------------------------------------------------- | ----------------------------------------------------- |
| Temp. máx. abs. (°C)                                  | 8.0                                                   | 14.7                                                  | 20.3                                                  | 31.7                                                  | 38.8                                                  | 36.0                                                  | 37.8                                                  | 37.0                                                  | 34.4                                                  | 27.7                                                  | 23.5                                                  | 16.0                                                  | 38.8                                                  |
| Temp. máx. media (°C)                                 | −1.5                                                  | −0.2                                                  | 4.8                                                   | 12.2                                                  | 18.2                                                  | 21.3                                                  | 24.3                                                  | 25.4                                                  | 22.0                                                  | 15.9                                                  | 8.4                                                   | 1.0                                                   | 12.7                                                  |
| Temp. media (°C)                                      | −6.9                                                  | −5.7                                                  | -0.4                                                  | 6.0                                                   | 11.6                                                  | 15.2                                                  | 18.9                                                  | 20.3                                                  | 16.9                                                  | 10.3                                                  | 3.5                                                   | -3.8                                                  | 7.2                                                   |
| Temp. mín. media (°C)                                 | −13.0                                                 | −12.0                                                 | −5.4                                                  | 0.8                                                   | 6.2                                                   | 10.8                                                  | 15.1                                                  | 16.5                                                  | 12.7                                                  | 5.3                                                   | -1.1                                                  | −8.9                                                  | 2.3                                                   |
| Temp. mín. abs. (°C)                                  | −38.2                                                 | −36.0                                                 | −35.2                                                 | −22.4                                                 | −7.9                                                  | −1.9                                                  | 1.8                                                   | 2.1                                                   | −4.7                                                  | −10.6                                                 | −20.3                                                 | −34.2                                                 | −38.2                                                 |
| Precipitación total (mm)                              | 40.5                                                  | 28.8                                                  | 43.8                                                  | 60.1                                                  | 84.7                                                  | 81.1                                                  | 107.1                                                 | 141.3                                                 | 140.2                                                 | 85.7                                                  | 54.2                                                  | 52.3                                                  | 919.8                                                 |
| Nevadas (cm)                                          | 52                                                    | 37                                                    | 36                                                    | 9                                                     | 1                                                     | 0                                                     | 0                                                     | 0                                                     | 0                                                     | 0                                                     | 10                                                    | 51                                                    | 196                                                   |
| Días de lluvias (≥ 1 mm)                              | 4.8                                                   | 4.3                                                   | 5.9                                                   | 7.6                                                   | 8.2                                                   | 8.2                                                   | 9.4                                                   | 10.3                                                  | 10.0                                                  | 7.5                                                   | 6.4                                                   | 6.1                                                   | 88.7                                                  |
| Días de nevadas (≥ 1 mm)                              | 7.0                                                   | 7.3                                                   | 6.9                                                   | 1.6                                                   | 0.1                                                   | 0                                                     | 0                                                     | 0                                                     | 0                                                     | 0                                                     | 1.7                                                   | 6.3                                                   | 30.9                                                  |
| Horas de sol                                          | 188.2                                                 | 191.5                                                 | 217.9                                                 | 192.9                                                 | 188.8                                                 | 148.2                                                 | 121.9                                                 | 125.2                                                 | 137.8                                                 | 167.6                                                 | 168.2                                                 | 172.0                                                 | 2020.2                                                |
| Humedad relativa (%)                                  | 69                                                    | 67                                                    | 65                                                    | 65                                                    | 69                                                    | 79                                                    | 82                                                    | 82                                                    | 80                                                    | 74                                                    | 68                                                    | 68                                                    | 72.3                                                  |
| Fuente n.º 1: Agencia Meteorológica de Japón          |                                                       |                                                       |                                                       |                                                       |                                                       |                                                       |                                                       |                                                       |                                                       |                                                       |                                                       |                                                       |                                                       |
| Fuente n.º 2: Agencia Meteorológica de Japón          |                                                       |                                                       |                                                       |                                                       |                                                       |                                                       |                                                       |                                                       |                                                       |                                                       |                                                       |                                                       |                                                       |